# Бинарно (роман)
Бинарно (енгл. Binary) је роман америчког књижевника Мајкла Крајтона, објављен под псеудонимом „Џон Ланг” 1972. године. По жанру је трилер, а главни лик је пословни човек у средњим годинама, дубоко незадовољан америчком политиком, који намерава да искористи своје стручно знање како би извео атентат на председника на националној конвенцији Републиканске странке у Сан Дијегу. Радња приказује како краде компоненте из складишта америчке војске и од њих саставља тзв. бинарни бојни отров, нервни гас, који намерава да злоупотреби, док га у међувремену власти покушавају лоцирати и зауставити.